# Leonard Hayflick
Leonard Hayflick (Filadélfia, 20 de maio de 1928 – Condado de Sonoma, 1 de agosto de 2024) foi um médico dos Estados Unidos da América. Foi professor de anatomia na Universidade da Califórnia, em San Francisco. Também já foi professor de microbiologia médica na Universidade de Stanford.

## Carreira
Leonard Hayflick estudou o processo de envelhecimento por várias décadas, tendo feito descobertas importantes sobre a senescência celular e o encurtamento dos telômeros. Ele propôs que as células humanas possuem um número limitado de divisões antes de atingirem a senescência, um fenômeno conhecido como limite de Hayflick, relacionado ao encurtamento dos telômeros. Leonard Hayflick recebeu diversos prêmios e reconhecimentos por suas contribuições à ciência, incluindo o Sandoz Prize for Gerontological Research em 1991.

## Morte
Hayflick morreu no dia 1° de agosto de 2024, aos 96 anos.

## Pesquisa
Hayflick é conhecido por sua pesquisa em biologia celular, desenvolvimento de vacinas contra vírus e micoplasmologia. Em 1962, ele descobriu que, ao contrário da crença predominante na época, as células humanas e animais normais cultivadas têm uma capacidade limitada de replicação. Essa descoberta, conhecida como limite de Hayflick, derrubou uma crença de longa data reforçada pelo trabalho de Alexis Carrel no início do século 20, que afirmava que as células normais proliferariam continuamente em cultura. Hayflick descobriu que apenas as células cancerígenas são imortais e que as células normais têm um mecanismo para lembrar em que nível de replicação estão. Ele interpretou sua descoberta de que as células normais são mortais, como uma indicação de envelhecimento no nível celular. Hayflick demonstrou pela primeira vez que células mortais (normais) e imortais (malignas) de mamíferos existiam.
Hayflick desenvolveu as primeiras cepas normais de células diplóides humanas para estudos sobre envelhecimento humano e para uso em pesquisas em todo o mundo. Antes de sua pesquisa seminal, todas as linhagens celulares cultivadas eram imortais e aneuploides. Uma dessas novas cepas de células, desenvolvida por Hayflick e seu colega Paul Moorhead no Instituto Wistar na Filadélfia, Pensilvânia, chamada WI-38, tornou-se a população de células humanas normais mais amplamente usada e altamente caracterizada no mundo. Hayflick descobriu que sua cepa celular normal WI-38 era capaz de cultivar todos os vírus humanos então conhecidos. Ele levantou a hipótese de que, como o WI-38 estava livre de vírus contaminantes, ele poderia substituir as células renais primárias de macaco então amplamente utilizadas, que continham vários vírus contaminantes perigosos. De fato, o WI-38 passou a ser usado em todo o mundo para a fabricação de vacinas contra vírus humanos, em benefício de bilhões de pessoas.
Hayflick produziu a primeira vacina oral contra a poliomielite já feita em sua cepa normal de células humanas WI-38. O WI-38 agora é usado para a produção de toda a vacina contra o vírus da rubéola usada no Hemisfério Ocidental. O WI-38, ou novas cepas de células diplóides, é usado hoje para a fabricação da maioria das vacinas de vírus humanos produzidas em todo o mundo, incluindo aquelas para poliomielite, rubéola, rubéola, varicela, caxumba, raiva, adenovírus e hepatite A. Mais de um bilhão de vacinados receberam vacinas produzidas com WI-38 ou versões estrangeiras do WI-38 original de Hayflick.
Hayflick também é conhecido por sua descoberta da causa da pneumonia atípica primária ("pneumonia ambulante") em humanos.  O agente etiológico foi inicialmente pensado para ser um vírus, mas Hayflick mostrou que era, na verdade, um micoplasma, um membro da menor classe de microrganismos de vida livre. O agente etiológico foi nomeado por ele como Mycoplasma pneumoniae, e foi cultivado pela primeira vez por Hayflick em um meio que ele desenvolveu e que leva seu nome. Agora é usado em todo o mundo para isolamento e pesquisa de micoplasma.
Hayflick recebeu mais de vinte e cinco prêmios importantes, incluindo o Prêmio Brookdale de US$ 20 000 e o Prêmio Kleemeier da Sociedade Gerontológica da América, o Prêmio de Ciências Biomédicas e Envelhecimento da Universidade do Sul da Califórnia, o Karl August Forster Lectureship da Academia de Ciências e Literatura e a Universidade de Mainz, Alemanha, o Prêmio de Reconhecimento de Pesquisa da Fundação Samuel Roberts Noble, o Prêmio Lifetime Achievement da Society for In Vitro Biology, o Prêmio Sandoz da Associação Internacional de Gerontologia e o Prêmio Presidencial da Organização Internacional de Micoplasmologia. Hayflick, juntamente com Paul Moorhead, recebeu o prestigioso Prêmio John Scott em 2014. Este é o prêmio científico mais antigo dos Estados Unidos, estabelecido em 1823 em homenagem a Benjamin Franklin.
Em meados da década de 1990, Hayflick foi recrutado pelo fundador da Geron, Michael D. West, para ingressar no Conselho Consultivo Científico da empresa.  Em 1997, Hayflick foi eleito Acadêmico e Membro Estrangeiro da Academia Ucraniana de Ciências Médicas. Em 1998 foi eleito membro correspondente da Société de Biologie da França. Em 1999, ele foi agraciado com o Prêmio van Weezel pela Sociedade Europeia de Tecnologia de Células Animais e a Medalha Lord Cohen de Birkenhead pela Sociedade Britânica de Pesquisa sobre o Envelhecimento. A American Aging Association estabeleceu uma palestra anual Hayflick em 1997. Uma segunda palestra anual Hayflick foi estabelecida pela Universidade do Alabama em Birmingham em 2000. Hayflick recebeu o Prêmio de Extensão de Vida de US$ 10 000 em 2001 e o Diploma de Laureado da Secretaria de Medicina Regenerativa por seu "... descoberta da capacidade replicativa finita de células diplóides humanas normais ..." Uma terceira Palestra Anual Hayflick foi estabelecida na Universidade Friedrich Schiller em 2013.
Hayflick foi membro da Associação Americana para o Avanço da Ciência, membro honorário da Associação de Cultura de Tecidos e, de acordo com o Institute of Scientific Information, é um dos cientistas contemporâneos mais citados do mundo nas áreas de bioquímica, biofísica, biologia celular, enzimologia, genética e biologia molecular. Hayflick é autor de mais de 275 artigos científicos, capítulos de livros e livros editados, dos quais quatro artigos estão entre os 100 artigos científicos mais citados dos dois milhões de artigos publicados nas ciências biomédicas básicas de 1961 a 1978.
O microscópio invertido que Hayflick modificou para uso em sua cultura de tecidos e trabalho com micoplasma e no qual todos os outros microscópios foram modelados foi adquirido pelo Museu Nacional Smithsonian de História Americana.